# Kim Woo-Jin
Kim Woo-Jin (en coreano: 김우진; 20 de junio de 1992) es un deportista surcoreano que compite en tiro con arco, en la modalidad de arco recurvo.
Participó en tres Juegos Olímpicos de Verano entre los años 2016 y 2024, obteniendo cinco medallas: oro en Río de Janeiro 2016, oro en Tokio 2020 y tres oros en París 2024. Ganó once medallas en el Campeonato Mundial de Tiro con Arco al Aire Libre entre los años 2011 y 2023.

## Palmarés internacional
| Juegos Olímpicos                 | Juegos Olímpicos                | Juegos Olímpicos  | Juegos Olímpicos |
| Año                              | Lugar                           | Medalla           | Prueba           |
| -------------------------------- | ------------------------------- | ----------------- | ---------------- |
| 2016                             | Río de Janeiro (Brasil)         | Medalla de oro    | Equipo           |
| 2020                             | Tokio (Japón)                   | Medalla de oro    | Equipo           |
| 2024                             | París (Francia)                 | Medalla de oro    | Individual       |
| 2024                             | París (Francia)                 | Medalla de oro    | Equipo           |
| 2024                             | París (Francia)                 | Medalla de oro    | Equipo mixto     |
| Campeonato Mundial al Aire Libre |                                 |                   |                  |
| Año                              | Lugar                           | Medalla           | Prueba           |
| 2011                             | Turín (Italia)                  | Medalla de oro    | Individual       |
| 2011                             | Turín (Italia)                  | Medalla de oro    | Equipo           |
| 2015                             | Copenhague (Dinamarca)          | Medalla de oro    | Individual       |
| 2015                             | Copenhague (Dinamarca)          | Medalla de oro    | Equipo           |
| 2017                             | Ciudad de México (México)       | Medalla de bronce | Equipo           |
| 2019                             | 's-Hertogenbosch (Países Bajos) | Medalla de bronce | Equipo           |
| 2021                             | Yankton (Estados Unidos)        | Medalla de oro    | Individual       |
| 2021                             | Yankton (Estados Unidos)        | Medalla de oro    | Equipo           |
| 2021                             | Yankton (Estados Unidos)        | Medalla de oro    | Equipo mixto     |
| 2023                             | Berlín (Alemania)               | Medalla de oro    | Equipo           |
| 2023                             | Berlín (Alemania)               | Medalla de oro    | Equipo mixto     |